# جورج موريل (مجدف)
جورج موريل (بالفرنسية: Georges Morel)‏ هو مجدف فرنسي، ولد في 11 يوليو 1938 في لا تاست دو بوك في فرنسا، وتوفي بنفس المكان في 21 نوفمبر 2004.

## وصلات خارجية
- جورج موريل على موقع الاتحاد الدولي للتجديف (الإنجليزية)
- جورج موريل على موقع اللجنة الأولمبية الدولية (الإنجليزية)
- جورج موريل على موقع أوليمبيديا (الإنجليزية)